# Operation Anvil (Kernwaffentest)
Die Operation Anvil war eine Serie von 21 US-amerikanischen Kernwaffentests, die 1975 und 1976 auf der Nevada Test Site in Nevada durchgeführt wurde.

## Die einzelnen Tests der Anvil-Serie
| #  | Bombe       | Datum / Zeit (GMT)          | Testgelände | Testart | Sprengkraft     | Anmerkungen |
| -- | ----------- | --------------------------- | ----------- | ------- | --------------- | ----------- |
| 1  | Marsh       | 6. September 1975 17:00 Uhr | Area 3kb    | Schacht | <20 kT          |             |
| 2  | Husky Pup   | 24. Oktober 1975 17:11 Uhr  | Area 12t.03 | Tunnel  | <20 kT          |             |
| 3  | Kasseri     | 28. Oktober 1975 14:30 Uhr  | Area 20z    | Schacht | 200 bis 1000 kT |             |
| 4  | Deck        | 18. November 1975 15:30 Uhr | Area 3kd    | Schacht | <20 kT          |             |
| 5  | Inlet       | 20. November 1975 15:00 Uhr | Area 19f    | Schacht | 200 bis 1000 kT |             |
| 6  | Leyden      | 26. November 1975 15:30 Uhr | Area 9cm    | Schacht | <20 kT          |             |
| 7  | Chiberta    | 20. Dezember 1975 20:00 Uhr | Area 2ek    | Schacht | 20 bis 200 kT   |             |
| 8  | Muenster    | 3. Januar 1976 19:15 Uhr    | Area 19e    | Schacht | 200 bis 1000 kT |             |
| 9  | Keelson     | 4. Februar 1976 14:20 Uhr   | Area 7ai    | Schacht | 20 bis 200 kT   |             |
| 10 | Esrom       | 4. Februar 1976 14:40 Uhr   | Area 7ak    | Schacht | 20 bis 200 kT   |             |
| 11 | Fontina     | 12. Februar 1976 14:45 Uhr  | Area 20f    | Schacht | 200 bis 1000 kT |             |
| 12 | Cheshire    | 14. Februar 1976 11:30 Uhr  | Area 20n    | Schacht | 200 bis 500 kT  |             |
| 13 | Shallows    | 26. Februar 1976 14:50 Uhr  | Area 3jf    | Schacht | <20 kT          |             |
| 14 | Estuary     | 9. März 1976 14:00 Uhr      | Area 19g    | Schacht | 200 bis 500 kT  |             |
| 15 | Colby       | 14. März 1976 12:30 Uhr     | Area 20aa   | Schacht | 500 bis 1000 kT |             |
| 16 | Pool        | 17. März 1976 14:15 Uhr     | Area 19p    | Schacht | 200 bis 500 kT  |             |
| 17 | Strait      | 17. März 1976 14:45 Uhr     | Area 4a     | Schacht | 200 bis 500 kT  |             |
| 18 | Mighty Epic | 12. Mai 1976 19:50 Uhr      | Area 12n.10 | Tunnel  | <20 kT          |             |
| 19 | Rivoli      | 20. Mai 1976 17:30 Uhr      | Area 2eg    | Schacht | <20 kT          |             |
| 20 | Billet      | 27. Juli 1976 20:30 Uhr     | Area 7an    | Schacht | 20 bis 150 kT   |             |
| 21 | Banon       | 26. August 1976 14:30 Uhr   | Area 2dz    | Schacht | 20 bis 150 kT   |             |